# Reyrieux
Reyrieux är en kommun i departementet Ain i regionen Auvergne-Rhône-Alpes i östra Frankrike. Kommunen ligger  i kantonen Reyrieux som ligger i arrondissementet Bourg-en-Bresse. Kommunens areal är 15,7 km². År 2022 hade Reyrieux 5 228 invånare.

## Befolkningsutveckling
Antalet invånare i kommunen Reyrieux
Referens: INSEE